# تجارت‌خانه‌های هلند در ایران

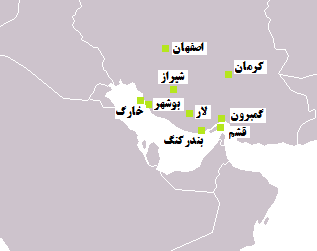
نقشه تجارت‌خانه‌های هلندی‌ها در ایران

در سده هفدهم و قرن هجدهم چندین تجارت‌خانه کمپانی هند شرقی هلند (VOC) در ایران وجود داشت. هلندی‌ها در کنار پرتغالی‌ها تنها قدرت‌های غربی بودند که در این منطقه تجارت می‌کردند. تجارت عمدتاً با مروارید، روغن گل‌سرخ، ابریشم، پشم، صمغ عربی و عود انجام می‌شد.
آخرین سنگر هلندی‌ها در ایران جزیره خارگ بود که با بازپس‌گیری آن در سال ۱۷۶۶ توسط ارتش ایران به رهبری میرمهنا، هلندی‌ها برای همیشه از این منطقه رفتند.

## تجارت‌خانه‌ها

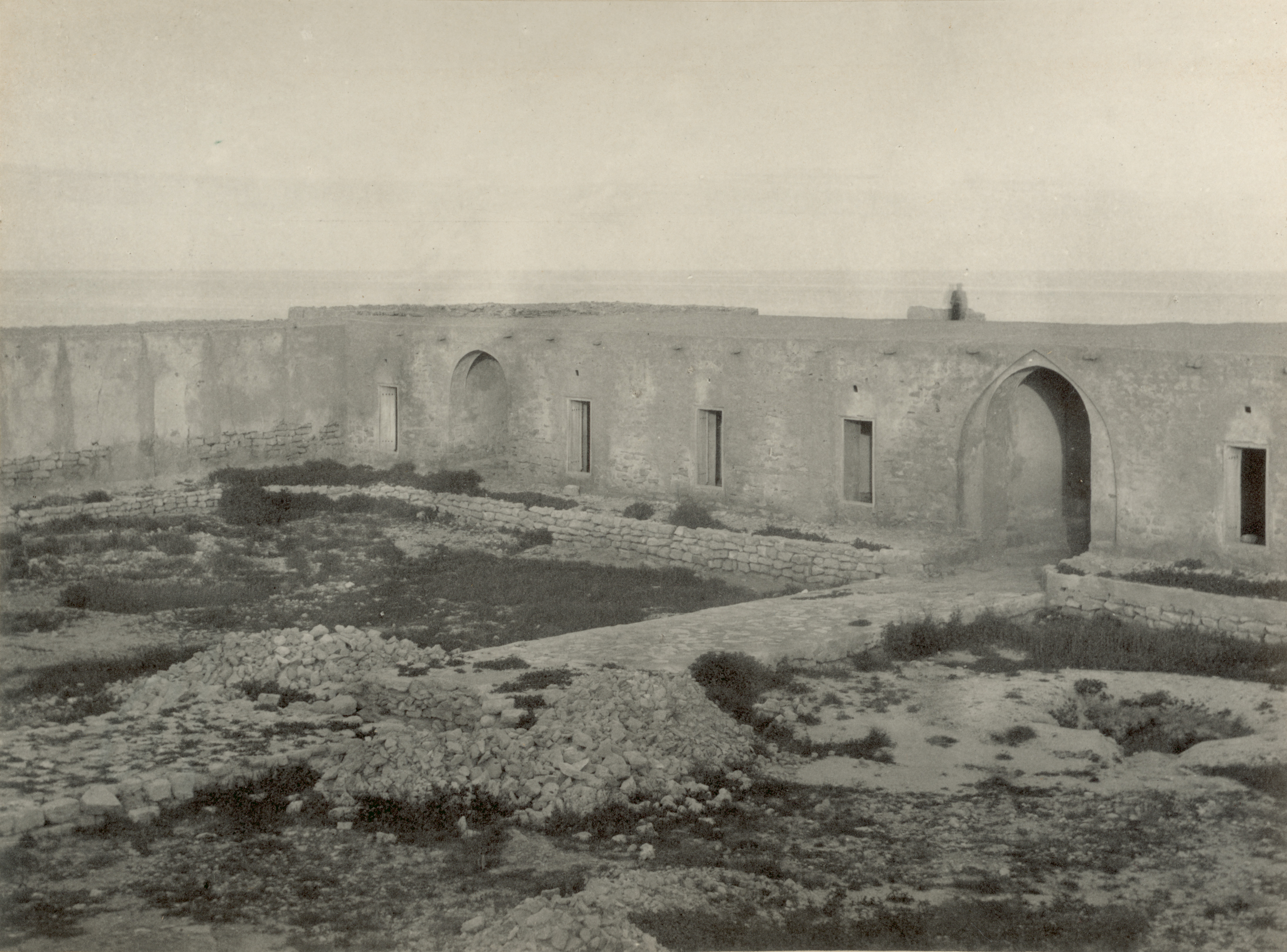
قلعه هلندی‌ها در خارگ در سال ۱۸۹۱

شاه عباس اول به چندین کشور اروپایی اجازه تجارت در ایران را داده بود. کمپانی هند شرقی هلند در ۱۶۲۳ ستاد خود را در اصفهان، پایتخت جدید، افتتاح کرد.
- اصفهان - در سال ۱۶۲۳ هویبرت ویسنیچ یک تجارت‌خانه در اصفهان تأسیس کرد و با شاه قرارداد تجاری بست. کمپانی در ازای فروش ادویه‌جات و محافظت نظامی از شاه، ابریشم می‌خرید. در سال ۱۷۲۲ اصفهان به دست افغان‌ها فتح شد و پنج سال بعد در سال ۱۷۲۷ پایگاه بسته شد چرا که حضور در مرکز شهر فقط برای افغان‌ها مجاز بود و کارکنان هلندی وادار به نقل مکان به نو جلفا بودند. در سال ۱۷۴۷ دفتر شرکت هند شرقی هلند بسته شد.
- بندر کنگ - از سال ۱۶۵۳ هرساله یک کارمند هلندی از گمبرون برای خرید مروارید به بندر کنگ می‌آمد. در سال ۱۶۹۰ کمپانی تصمیم به تأسیس یک تجارت‌خانه در آنجا را گرفت، اما با مخالفت بسیار پرتغالی‌ها کمپانی وادار به ترک آن در همان سال شد.
- بوشهر - کمپانی از نوامبر ۱۷۳۷ تا اکتبر ۱۷۵۳ یک تجارت‌خانه در اینجا داشت.
- خارگ - کمپانی در سال ۱۷۵۰ هنگامی که دیگر در تجارت در ایران موفق نبود، تصمیم به رها کردن همیشگی ایران را داشت؛ با این حال فرماندار کل کمپانی در نظر داشت خارگ را نیز آزمایش کند و به همین منظور در سال ۱۷۵۳ قلعه‌ای در آن به نام کنیپ هاوزن ساخته و به محل فروش شکر جاوه و منسوجات هند تبدیل شد. به زودی مشخص شد که این قلعه نیز سوددهی ندارد و در ۱ ژانویه ۱۷۶۶ تعطیل شد. پس از آن ارتش ایران به قلعه حمله و آن را غارت کرد.
- شیراز - کمپانی در این شهر تا سال ۱۷۳۰ تجارت‌خانه و مرکز شراب‌گیری داشت. این تجارت‌خانه در سده هفدهم به عنوان هدیه در اختیار کمپانی قرار گرفته بود. همچنین تعدادی واسطه برای کمپانی در شهر فعال بودند.
- قشم - کمپانی در سال ۱۶۴۵ تلاش کرد تا قلعه این شهر را تسخیر کند. این شهر برای تأمین غلات گمبرون اهمیت داشت و تسخیر آن کمپانی را قادر می‌ساخت تا گمبرون را ایمن کرده و شرایط تجاری خود را اعمال کند. کمپانی سرانجام در سال ۱۶۸۴ موفق به تصرف این قلعه شد. زمان ماندگاری کمپانی در این قلعه مشخص نیست.
- کرمان - کمپانی پشم‌های مورد نیاز خود را از سال ۱۶۵۸ از طریق ارامنه در خدمت خود که از گمبرون به آنجا سفر کرده بودند، خریداری می‌کرد. در سال ۱۶۹۰ یک تجارت‌خانه در آن تأسیس شد. این تجارت‌خانه در سال ۱۷۲۵ بسته شد اما دوباره در سال ۱۷۳۲ افتتاح شد و سرانجام در سال ۱۷۴۰ رها شد. از آن پس کمپانی پشم‌های مورد نیاز را مستقیماً از گمبرون خریداری می‌کرد.
- گمبرون (گامرون یا بندرعباس) - کمپانی در سال ۱۶۲۳ یک دفتر در گامرون تأسیس کرد. آن‌ها در اینجا پشم و روغن گل‌سرخ و بیش از همه ابریشم خریداری می‌کردند و ادویه، پارچه‌های پنبه‌ای، پرسلان، تریاک و لاک ژاپنی را می‌فروختند. گمبرون دارای پادگانی با ۲۰ کارمند اروپایی و ۲۰ کارمند ایرانی بود. در سال ۱۷۲۹ هلندی‌ها تلاش کردند تا تجارت‌خانه خود را از بندرعباس به هرمز منتقل کنند که با موفقیت همراه نبود. کمپانی در ۱۷۵۸ تصمیم گرفت تجارت‌خانه بندرعباس را تعطیل کند.
- لار - تجارت‌خانه لار در سال ۱۶۳۱ تأسیس شد و فقط به عنوان واحه‌ای برای بازرگانان در حال عبور از اصفهان به گمبرون در نظر گرفته شده بود. زمان خروج کمپانی از لار مشخص نیست.

## اشغال خارگ
در ۱۱۶۷ ه‍.ق (۱۱۳۳ ه‍.ش - ۱۷۵۳ میلادی)، بارون نیپ هاوزن هلندی جزیره خارگ را تصرف کرد. در ۱۱۸۰ ه‍.ق (۱۱۴۵ ه‍.ش - ۱۷۶۶ میلادی) هلندی‌ها با مبارزات میرمهنا از خارگ و ایران اخراج شدند.